# Mimetus sinicus
Espèce
Mimetus sinicus est une espèce d'araignées aranéomorphes de la famille des Mimetidae.

## Distribution
Cette espèce est endémique du Hubei en Chine,.

## Étymologie
Son nom d'espèce lui a été donné en référence au lieu de sa découverte, la Chine.

## Publication originale
- Song & Zhu, 1993 : A new species of the genus Mimetus from China (Araneae: Mimetidae). Acta Zootaxonomica Sinica, vol. 18, p. 421-423.